# Lew Rebet

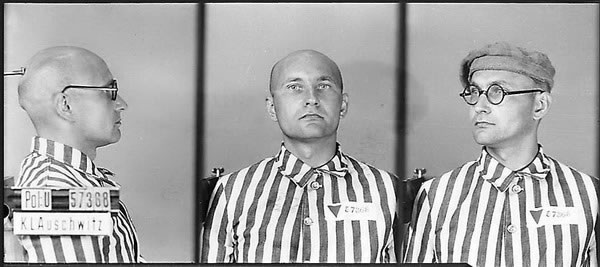
Lew Rebet in Auschwitz 1941

Lew Roman Mychajlowytsch Rebet (ukrainisch Лев Роман Михайлович Ре́бет, russisch Лев Михайлович Ребет Lew Michailowitsch Rebet; * 3. März 1912 in Stryj, Galizien, Österreich-Ungarn; † 12. Oktober 1957 in München) war ein ukrainischer Politiker, Publizist, Anwalt und der Führer des demokratischen Flügels der OUN. Rebet wurde von der sowjetischen Geheimpolizei KGB in München ermordet.

## Leben
Lew Rebet kam als Sohn eines Postbeamten in der damals österreichischen Stadt Stryj zur Welt. Seine Heimat kam infolge des Zusammenbruches der Habsburgermonarchie und des polnisch-ukrainischen Krieges zu Polen. Er besuchte in seiner Heimatstadt das ukrainische Gymnasium. Die Zeit war geprägt vom Konflikt der ukrainischen Nationalbewegung mit der polnischen Staatlichkeit. Er wurde im Alter von 15 Jahren Mitglied der Ukrainischen Militärorganisation (Українська Військова Організація). Nach Gründung der Organisation Ukrainischer Nationalisten (OUN) 1929 wurde er dort Mitglied und stieg schnell in deren Führung auf. Ab 1930 war er Leiter der OUN-Führung im Landkreis Stryj, zwischen 1934 und 1938 war er Leiter der nationalen Exekutive der OUN in den ukrainisch geprägten Gebieten Ostpolens. In den 1930er Jahren wurde er mehrmals aufgrund seiner Tätigkeit für die OUN verhaftet und verbrachte zweieinhalb Jahre in Gefängnissen in Stryi und Lwów.
1938 absolvierte er die juristische Fakultät der Johann-Kasimir-Universität.
Nach der Aufteilung der OUN in eine Melnyk- und Bandera-Fraktion unterstützte er Stepan Bandera und ging nach dem deutschen Angriff auf die Sowjetunion am 22. Juni 1941, als Teil der Bandera-Fraktion nach Lwiw, wo er sich am Abend des 30. Juni 1941 an der Proklamation der Wiederherstellung des ukrainischen Staates beteiligte. Am 5. Juli wurde er zum stellvertretenden Vorsitzenden des ukrainischen Staatsrates (der westukrainischen Regierung) unter der Leitung von Jaroslaw Stezko ernannt. Nach dessen Verhaftung war er einige Zeit Ministerpräsident. Nachdem er sich geweigert hatte, das Gesetz zur Wiederherstellung des ukrainischen Staates aufzuheben, wurde er mit weiteren Regierungsmitgliedern von der Gestapo verhaftet und von September 1941 bis 1944 im Konzentrationslager Auschwitz inhaftiert.

### Exil und Ermordung durch das KGB
Nach seiner Freilassung 1944 ging er nach München und erlebte dort das Ende des NS-Systems. 1945 nahm er in Wien und München an geheimen Gesprächen mit Vertretern der OUN-Heimatführung in der Ukraine unter der Leitung von Roman Schuchewytsch teil. Von der Ukrainischen Freien Universität in München erhielt er 1947 einen Doktorgrad, lehrte dort von 1948 an Staatsrecht und wurde 1954 Professor.
Rebet war Mitglied der Wissenschaftlichen Gesellschaft Schewtschenko, führender Theoretiker des ukrainischen Nationalismus und Herausgeber der Zeitung „Ukrainian Independent“.
Auf dem Weg zu deren Redaktion wurde er am 12. Oktober 1957 im Haus am Karlsplatz 8 in München vor der damaligen Straßenbahnhaltestelle, vom KGB-Agenten Bogdan Staschinski, der später auch Stepan Bandera umbrachte, mit einer speziell gefertigten Blausäurepistole ermordet.

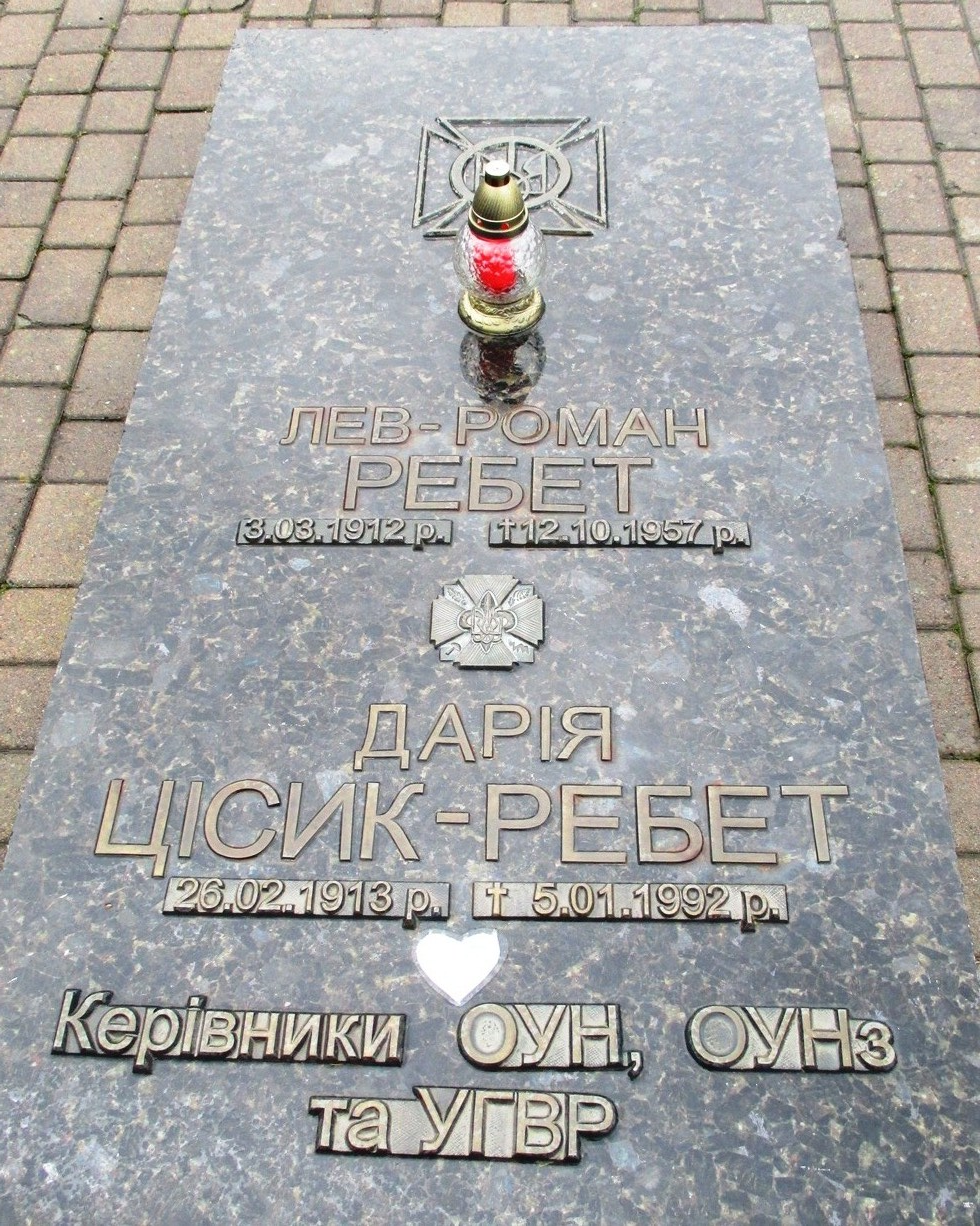
Grab von Lew und Darija Rebet auf dem Lytschakiwski-Friedhof

Er wurde auf dem Waldfriedhof in München bestattet und 2010 auf den Lytschakiwski-Friedhof in Lwiw umgebettet.

## Familie
Rebet war der Ehemann der Aktivistin Darija Rebet (ukrainisch Дарія Ребет), geborene Zissyk (ukrainisch Цісик); * 26. Februar 1913; † 5. Januar 1992.